# Mortem
A Mortem perui death metal együttes, 1986-ban alakult Limában. 

## Tagok
- Fernán Nebiros - gitár, ének (1986-)
- Alvaro Amduscias - dob, basszusgitár, ének (1986-1988, 2000-)
- Christian Jhon - gitár (1999, 2012-)
- José Okamura - basszusgitár (1991, 2000, 2012-)

## Korábbi tagok
- Pablo Rey - gitár, basszusgitár (1988-1991)
- José Sagar - dob (1987-1988)
- Héctor Panty - gitár (1987-1988)
- Hugo Calle - dob (1988-1989)
- Janio Cuadros - gitár (1989-1993), gitár (koncerteken, 2000-2003)
- Javier Gamarra - basszusgitár (1991-1992)
- Carlos Verastegui - basszusgitár (1992-1995)
- Jaime García - dob (1998-2000)
- Sandro García - gitár (1998-1999)
- Juan C. Muro - basszusgitár (1995-2012)
- Wilber Rosán - gitár (1993-1998, 1999-2012)

## Diszkográfia
- Demon Tales (1995)
- The Devil Speaks in Tongues (1998)
- Decomposed by Possession (2000)
- De Natura Daemonum (2005)
- Deinós Nekrómantis (2016)

## Egyéb kiadványok
Középlemezek
- Devoted to Evil (2006)

Koncertalbumok
- Demonios Atacan Los Angeles (2007)

Demók
- Evil Dead (1989)
- Superstition (1991)
- Vomit of the Earth (1991)
- Unearth the Buried Evil (1993)